# Jack Couffer
Jack Couffer (Upland, 7 dicembre 1924 – Corona del Mar, 30 luglio 2021) è stato un direttore della fotografia e regista statunitense.
Ha ottenuto una nomination all'Oscar alla migliore fotografia nel 1974 per Il gabbiano Jonathan di Hall Bartlett.

## Filmografia
- The Savage Eye, regia di Ben Maddow, Sidney Meyers e Joseph Strick (1960)
- La trappola di ghiaccio (Nikki, Wild Dog of the North), anche regia (1961)
- La leggenda di Lobo (The Legend of Lobo), anche co-regia con James Algar (1962)
- The Legend of the Boy and the Eagle, anche regia (1967)
- Disneyland, anche regia (1968) - serie TV
- Addio Miccy (Ring of Bright Water), regia (1969)
- Living Free regia (1972)
- Il gabbiano Jonathan (Jonathan Livingston Seagull), regia di Hall Bartlett (1974)
- Nata libera (Born Free), solo regia (1974) - serie TV
- Mountain Family Robinson, regia (1979)